# Kedrovyy (huyện của Tomsk)
Huyện Kedrovyy (tiếng Nga: ? райо́н) là một huyện hành chính tự quản (raion), của Tỉnh Tomsk, Nga. Huyện có diện tích 4 kilômét vuông, dân số thời điểm ngày 1 tháng 1 năm 2000 là 2500 người. Trung tâm của huyện đóng ở Kedrovyy.